# 第4航空軍 (日本軍)
第4航空軍（だいよんこうくうぐん、第四航空軍）は、大日本帝国陸軍の航空軍の一つ。通称号は真、軍隊符号は4FA。

## 沿革
1943年（昭和18年）7月28日、大陸命第818号により戦闘序列が下令され、第8方面軍戦闘序列に編入された。ニューギニア方面に第6飛行師団、第7飛行師団の2個飛行師団が配置されたことから編成されたものである。ニューギニアの戦いで敗退し、1944年（昭和19年）4月には第2方面軍隷下となり、司令部をメナドに移し改めた。
1944年6月、さらに捷一号作戦のために司令部をマニラに移転し、レイテ島の戦いなどのフィリピン防衛戦（比島決戦）に参戦。末期には特別攻撃隊による作戦を行った。1945年（昭和20年）1月1日、第14方面軍に編入。アメリカ軍がルソン島に上陸する中で（ルソン島の戦い）、司令官・中将富永恭次ら司令部は同年1月16日に第14方面軍に無断で台湾に移動した。同年2月13日、大本営陸軍部より復員が下令されて本軍団は廃止された。

## 司令部の台湾への無断撤退について

### マニラからの撤退

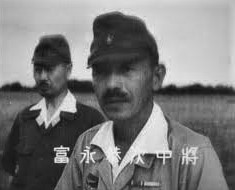
台湾に無断撤退したときの軍司令官富永恭次中将

連合軍のルソン島上陸が迫っていると考えた第14方面軍山下奉文大将は、マニラは多くの民間人が居住しており、防衛戦には適さないため、オープン・シティとすべく、富永に撤退を要請した。しかし、第4航空軍司令部は、毎日特攻隊を見送ってきた、悲壮な記憶が残る決戦本営のクラーク飛行場を見捨てて山に籠れという山下の命令に強く反発し、司令官の富永自らもマニラを墓場にすると決めており、「レイテで決戦をやるというから特攻隊を出した。決戦というからには、国家の興亡がかかっているから体当りをやらせた。それなのに今度はルソンで持久戦をやるという。これでは今まで何のために特攻隊を犠牲にしたのかわからなくなる。富永が部下に顔向け出来んことになる。富永はマニラを動かんぞ。マニラで死んで、特攻隊にお詫びするんだ」と主張してマニラ放棄を拒否した。第4航空軍の参謀ら司令部要員も軍属に至るまで、富永の「マニラ軍司令部を最後まで死守する」という覚悟を礼賛し、富永と運命を共にする覚悟で司令部外郭の防備強化に奔走していた。富永のほかに、マニラ駐留の第31特別根拠地隊（司令官：岩淵三次海軍少将）やレイテ沖海戦などでの沈没艦の生存者で編成された海軍陸戦隊「マニラ海軍防衛隊」（マ海防）も撤退を拒否した。マニラ市内にいる軍民のなかには、危機的状況にある戦局をあまり理解できない者も多く、そのような者たちはマニラでの文化的生活を謳歌しており、わざわざマニラを棄てて山中に籠もる必要性を理解していなかったという。マニラでの快適な生活を棄てたくない者たちは「多くの特攻隊をマニラより出発させた。そんなマニラを放棄してルソン防御の意義はない」と精神的理由を重視してマニラ死守を主張する富永に便乗し、結果的にマニラ死守という富永の方針には多くの共鳴者が出ることとなった。
山下は、富永と陸軍幼年学校からの同期で個人的にも親しかった第14方面軍参謀長武藤章中将を説得に差し向けたが、撤退を促す武藤に対して富永が｢航空隊が山に入ってなにをするのだ? ｣と不満を明かしたところ、武藤も理解を示して｢燃料も航空機もない山中に航空司令部が固着しても意味はない。司令部に来て山下閣下と相談し、台湾に下がって作戦の自由を得た方がよい｣と第4航空軍を台湾に移動させて戦力の再編成を勧めるような提案をしたが、富永が山下に相談に行くことはなかった。この頃富永は体調不良として病床に伏せることが多くなっており、心身の消耗を理由に大本営や南方軍に対して司令官の辞任を2度も申請していたが、決戦の最中に司令官を交代することはできないとして拒否されている。辞任を拒否された富永はさらにマニラを死守する意志を固めて、報道班員の記者たちにも「絶対にマニラから退かない」「四航軍は竹槍を持ってでもマニラで頑張る」と約束していた。辞任を却下した南方軍司令官の寺内寿一元帥は「老元帥は貴官を信頼しあり」という富永にマニラ撤退を頼み込むような電報を何度も送り付けてきたが、富永が寺内や山下の撤退指示に従うことはなかった。
フィリピンの戦いでは、特攻によって海軍の戦果もあわせると100隻以上の連合軍艦船を撃沈破しており、連合軍を恐怖に陥れ、連合軍南西太平洋方面軍のメルボルン海軍部は、「ジャップの自殺機による攻撃が、かなりの成果を挙げているという情報は、敵にとって大きな価値があるという事実から考えて、太平洋海域司令官は担当海域におけるそのような攻撃について、公然と議論することを禁止し、かつ第7艦隊司令官は同艦隊にその旨伝達した」と指揮下の全艦艇に対して徹底した報道管制を引いたが、この検閲は太平洋戦争中でもっとも厳重な検閲となっている。しかし、多大な損害を被りながらも、連合軍は着実に進撃を続けており、特攻は結局のところは遅滞戦術のひとつに過ぎないことも明らかになっていた。総司令官のダグラス・マッカーサー元帥は、いよいよ念願のルソン島上陸に着手することとし、1945年1月4日に自ら旗艦の軽巡洋艦「ボイシ」に乗り込み、800隻の上陸艦隊と支援艦隊を率いて、1941年に本間雅晴中将が上陸してきたリンガエン湾を目指して進撃を開始したが、そのマッカーサーの艦隊に立ちはだかったのが特攻機であった。
1945年1月4日、この日出撃する一誠隊全員に富永は自ら鉢巻を手渡して、隊員一人一人と熱く握手を交わした。一誠隊は、護衛空母「オマニー・ベイ」を撃沈するという大戦果を挙げたが、多くの特攻隊を送り出してきた富永の心身的疲労は極限状態に達していた。同日に、前線を視察していた第14方面軍参謀長の武藤が富永を訪ねた。富永は病気で床に伏せていたが、武藤の訪問を大変喜び涙ぐみながら手を握ってきた。武藤はそんな富永の様子を見て、精神的にも肉体的にも疲労困憊して限界に達していると考えた。武藤は第14方面軍の司令部はバギオに転移するので、富永も体調が許す限り速やかに北方に移動するように勧めると、前回の面談時にはマニラ撤退を強硬に拒否していた富永が、心身ともに衰弱しきっていたこともあって素直に武藤の勧めを聞いていたという。富永と武藤は再会の機会があるかもわからないことを認識したうえで別れたが、実際にこの後2人が再会することはなかった。
連合軍は特攻が有効と日本軍に悟られないため、いくら損害を出しても進むことを命じられていた。1月5日に偵察機から、22隻の空母に護衛された600隻の大船団が100kmに渡って北上中という報告を聞いた富永は、連合軍がリンガエン湾上陸を意図しているのは明らかであると判断、第30戦闘飛行集団などの残存兵力で全力を挙げての特攻を命じ、自らは今まで主張してきたマニラでの玉砕を撤回し、｢山下大将の名誉を傷つけぬ｣と述べて、1月7日にエチアゲへの撤退を決めた。富永がマニラ放棄を決めたのは、心身的に限界に達しつつあったこと、第14方面軍参謀長の武藤や、第3船舶輸送司令官稲田正純中将らから、台湾に撤退して体勢を立て直せという提案があったこと、また、想定以上に陣地の構築が進んでいなかったことも大きな要因となった。富永と一緒に声高にマニラ死守を主張してきた岩淵率いる海軍部隊は、富永に梯子を外された形となり、さらに意固地となって、バギオの第14方面軍司令部に｢マニラを死守せんとす。所見あらば承りたし｣という強硬な電文を打電し、引き続きマニラに立てこもり、マニラの戦いで壊滅した。

### 台湾への無断撤退決定の経緯

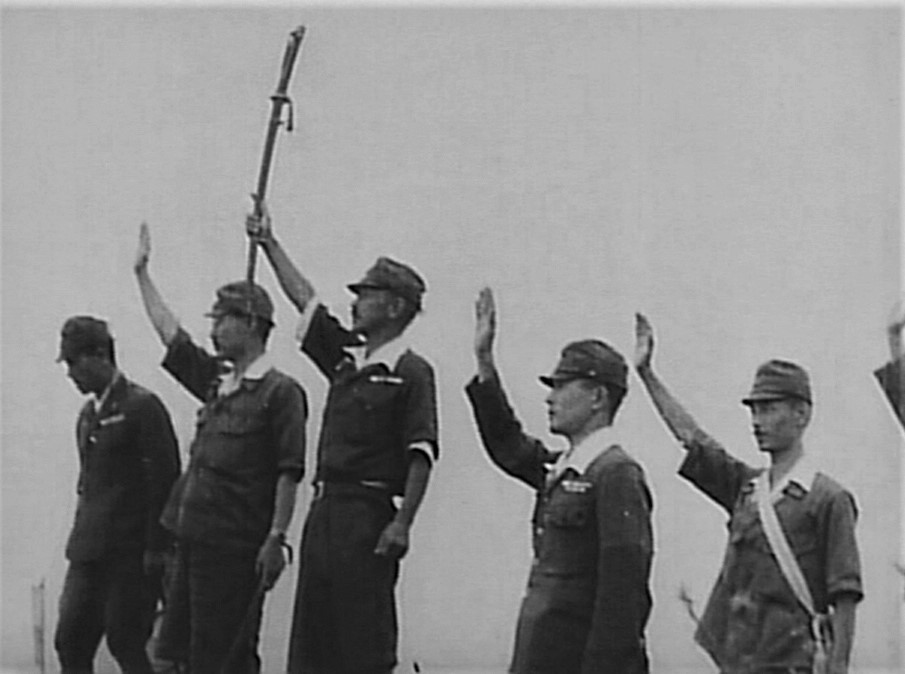
出撃する特攻機を見送る第4航空軍司令部幕僚、軍刀を振りかざしているのが司令官の富永

特攻機を送り続けることの過大な精神的負担で次第に心身ともに病んでいた軍司令官の富永は奇行が目立つようになり、また、寝込むことが多くなって従軍看護婦の介助を必要としたが、大雨のなかでずぶ濡れになりながら特攻機を見送っていたことが徒となってデング熱も発症しており、その高熱によって感情的になることも多く、参謀らにあたりちらすようになっていた。特に不眠症による癇癪が酷くなり、睡眠を妨げるとして自分の宿舎の前の車両通行禁止とか、鳥の鳴き声が喧しいので、基地周辺の鳥を全部捕ってしまえなどという理不尽な命令をすることもあった。心身ともに衰弱している富永を見かねた参謀長の隈部正美少将は、富永を後方に退避させ療養させることと共に、現地の残存兵力や状況を勘案し、これ以上フィリピンの山中に籠っていても、航空軍としては何の作戦行動をとることもできないと考え、第4航空軍司令部を台湾に撤退させて、戦力を立て直すことを計画して幕僚らと協議した。富永は酒を飲まないため、参謀たちは富永を除いて飲酒しながら協議を繰り返していたが、1月10日に富永不在の幕僚会議で｢一部兵力をルソン島に残し、第14方面軍のための指揮連絡、捜索に任じせしめ、主力は台湾基地を活用して方面軍に強靱な航空支援をするほか手段がない｣という結論に達した。12日に第14方面軍の参謀も兼任していた佐藤参謀が、方面軍首脳に意見具申し、松前、渋谷両参謀が台湾に飛んで第10方面軍に協力を要請した。
隈部らの計画は第4航空軍を台湾に撤退させた後に、戦力を補充してフィリピンを支援するというものであったが、直属の第14方面軍にも台湾の第10方面軍にも打診していただけで正式な許可があったわけではなかった。第14方面軍司令官の山下は、自分の命令通りに富永がマニラを撤退したことから、佐藤の報告を好意的に受け取って｢富永はよくエチアゲに撤退してくれた。これで方面軍の面目も立つ、台湾の件は意見具申の電報を起案しておけ｣と命じている。第4航空軍が正当な手続きを経て台湾に後退するためには、第14方面軍の指揮下から外れて、台湾を管轄する第10方面軍の指揮下に入らねばならなかったが、第14方面軍に了承の意図があっても、最終的には南方軍を経て大本営の許可が必要であった。ただし、大本営にはニューギニアからフィリピンまで敗退を続けている第4航空軍を、フィリピン決戦と運命を共にさせようという意図もあって、撤退の許可は簡単には出さないものと考えられた。
しかし、エチアゲにも連合軍の空襲が始まり、台湾とフィリピン間の制空権が風前の灯火となると、参謀長の隈部らは焦りだし、いずれ撤退の許可がもらえることを前提にして、心身ともに衰弱の激しい富永を台湾に｢視察｣に行かせるという名目で脱出させることとした。富永のデング熱はさらに悪化して、40度の高熱に浮かされていたが、隈部は心身ともに衰弱している富永に「第4航空軍は台湾軍司令官に隷属し、揚子江河口付近から台湾を経て比島に渡る航空作戦を指揮することとなった。ついては軍司令官は病気療養もあり、台湾軍司令官との作戦連絡もあるので、至急台湾に飛行していただきたい」という至急電が届いたと虚偽の報告をして、富永に台湾への撤退を同意させている。富永自身の記憶では、この隈部による口頭での報告が、富永が入浴中のときに行われたとされている。そして、隈部らは撤退用の航空機をどうにか準備すると、富永を台湾に逃がすための口実として「隷下部隊視察」との名目で台湾行きを大本営に申請していたが、やがて陸軍参謀総長からの台湾視察承認の電文が届いたので、これを台湾撤退許可と解釈し、まずは富永を航空機で脱出させることとした。
台湾撤退に関しては、富永は戦後も一貫して｢参謀長の隈部から虚偽の報告を受けた｣としており、隈部の虚偽の報告を受けた上で｢軍司令官は結局、参謀長の意見どおりに行動したのであるが、これは参謀長の所見に屈従したのではない。当時の精神衰弱の状態において、ひとり幾度が熟考した上で決行したものである。｣と自らの判断で行ったと述べている。隈部自身も帰国の際に、陸軍省人事局を訪れて「第4航空軍の不評は全く私の至らぬためです。殊にあの立派な、しかも当時、心身ともに過労の極にあった富永軍司令官に対して、とかくケチをつける者があると聞き深く呵責の念に堪えない」「（富永）自ら最終的にレイテに突入することを決めておられた。ところがそれを妨げて、軍司令官に生き恥をかかせたのは実にこの私です」「当時の実情を聞いてください。この軍司令官の決意が、いつとはなしに次第に司令部内に知れたため、我も我もと軍司令官と行を共にしたい者が増えてきたのです」「そこで私はいろいろと苦心して、その源を断つために軍司令官の突入を漸く防ぎ、その後台湾に後退することとなったのです」「ところが、この苦心が却って仇となり、避難の因を作ったことは全く私の不覚でした。私は罪万死に値すると考えるので、内地の要職など思いもよらない。どんな下級職でも結構ですから、是非とも最も危険な場所にやって貰いたい」と懇願しており、富永の「虚偽の報告を受けた」とする回想を裏付けるものとなっている。
隈部の指摘通り、レイテ作戦終盤までは、富永はマニラを死守して送り出した特攻隊員の後を追うと決めていたが、精神的に衰弱してくると、1944年9月21日付｢大陸指第2170号｣における第4航空軍は南部台湾を作戦に使用して良いとの命令を利用して、台湾への一時撤退を考えるようになった。台湾への撤退の理由としては、戦力の立て直しのほかに、第4航空軍の参謀たちを無駄に死なせてはいけないという思いもあったという。武藤や稲田からの台湾撤退の提案も富永を後押しした。しかし、常々、｢君らだけを行かせはしない。最後の一戦で本官も特攻する」と訓示して多数の特攻機を出撃させ、｢マニラを離れては、特攻隊に対して申し訳ない｣とも主張し、多くの共鳴者もいたので、台湾への後退について、自分からは何の意思表示もできなかったという。一方で富永は、隈部ら参謀がルソン島に残っての航空作戦の続行の可能性について疑問視し、台湾への撤退を考えていることも察知しており、結局のところ、富永も隈部ら参謀も台湾への撤退を望んでいた。富永は軍司令官就任当初から｢幕僚統帥を絶対にやらぬ｣と決めていたとおり、これまで航空作戦を独断で進めており、それは病床に伏すようになってからでも変わらず、また、人事局長や陸軍次官といった官僚的な職務に長く就いてきたこともあって、形式に拘り枝葉末節のことにやかましかったので、｢台湾に転進せよ｣との命令があったとする隈部の口頭だけでの報告を、後で自ら検証することなく｢自分の軽率を恥じねばならぬ。自分の手落ちを認めねばならぬ｣と盲信するはずはないと言う指摘もあって、富永を診察していた中留軍医部長は、｢台湾に下がって爾後の作戦を講ずるというのが司令官の決意である｣と富永の本心を見抜いていた。のちに、台湾で第4航空軍との連絡係をすることになり、富永や参謀たちと面談を重ねた第8飛行師団参謀の神直道中佐も、「航空軍四首脳(司令官、参謀長、参謀副長、高級参謀)の創作以外のなにものでもない」と、富永を含む第4航空軍司令部の共同謀議と考えていた。
富永が台湾への撤退を決意した翌日の1月15日に、富永は専属で看護をしてくれていた3名の日本赤十字社の従軍看護婦に「いよいよ今日でお別れだ。わしは台湾に行く。長い間ご苦労であった。ところでどうだ、一緒に台湾に行かないか。連れて行ってやるよ」とベッドの中から語りかけた。富永を専属で看護していた看護婦3名は第18陸軍病院に属し、1942年1月に内地を出発してすでに3年近く前線での病院勤務が続いており、そのことを不憫と思った富永が日本に帰してやろうとまずは台湾への撤退を呼びかけたもので、すでに専属副官代理の古山中尉に命じて手配も済ませていた。3名の看護婦は当然に日本に帰りたいと切望しており富永の厚意に感謝したが、多くの日本赤十字社の従軍看護婦の同僚を残して自分たちだけでは行けないと考えて、富永に丁重に断っている。富永は彼女らの覚悟を尊重して、一緒の撤退を撤回すると代わりに3名にそれぞれ贈り物をすると申し出て、熊倉看護婦と古島看護婦にはかつて東條英機からもらった石清水八幡宮の守り刀の短刀を贈り、一番年下の入野看護婦は「身近なもの」と希望したので、愛用していた扇子を贈った。富永と親しく話すようになっていた入野は「何か書いて下さい」とお願いしたところ、富永は嬉しそうに快諾して入野の見ている前で扇子に「仁而愛」と達筆で書き込んだが、これは日本赤十字社看護婦の愛唱歌「婦人従軍歌」の一節であった。入野が感激していると富永は「世話になったな。本隊に、まちがいなく帰れるように、あとのことはよくたのんでやるから心配ない、これでお別れだ」と告げると固い握手をしたが、入野はこのときのことをいつまでも忘れなかったという。
熊倉ら従軍看護婦は富永が移動する場合に付き添うこともあったが、前線に不似合いな若い女性が富永と同行しているのを見た一部将兵が、熊倉以下の日本赤十字社の正規の従軍看護婦のことを、富永が身の回りの世話をさせるため「篤志看護婦として現地徴用した女」とか事実無根の悪評を広めて、後年、この悪評によって、富永が台湾に撤退するさいに女性（芸者）を連れていたなどとデマが広がることとなった。このデマについては、マニラを脱出して行き所を失った慰安婦を第14方面軍が保護し、そのうちの希望者に教育を施して臨時の従軍看護婦として雇用したが、戦後にその臨時従軍看護婦と日本赤十字社の正規の従軍看護婦とが混同されてしまったのも原因とされており、富永が「篤志看護婦」を現地徴用した事実もない。熊倉ら3名は、富永の手配もあってその後にバギオの陸軍病院に合流できたが、第14方面軍が山中に敗走したのでそれに同行し、大変な労苦を経験しながらどうにか生存して終戦の日を迎えることが出来た。しかし、フィリピンに派遣された22名の従軍看護婦の同僚のうち、生存して日本に帰国できた者は半分の11名に過ぎなかった。

### フィリピンからの脱出

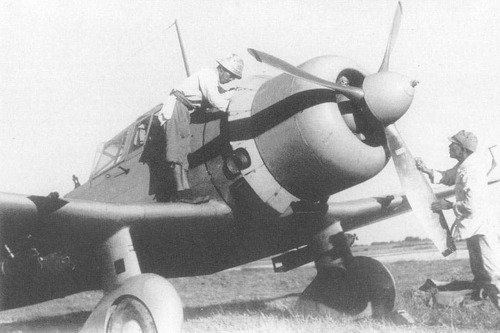
富永がフィリピン脱出時に搭乗した「九九式襲撃機」の同型機、随行者は操縦士と内藤准尉のみであった

1月16日早朝、富永はエチアゲ南飛行場に将官用の黄色い標識がついている自動車で到着した。その後ろには赤い佐官用の赤い標識がついている自動車が数台続いていた。富永は車を降りると集められていた第4航空軍の士官や将兵を整列させ、｢こんど、大本営の命令によって、台湾に出張を命ぜられました。皆さんより一足お先になりますが、また一緒に働ける日のくるのを待ってます｣と挨拶した。第4航空軍の士官らは特に疑問を持つこと無く、口々に｢元気でおでかけください｣と返している。富永は集まっていた報道班員の記者たちの方にも、よろめく足でふらふらと1人で近づいてきて同じような別れの挨拶を行った。
富永の脱出用に、当時の陸軍機で最高速の「一〇〇式司令部偵察機」もしくは、飛行第45戦隊に属する二式複座戦闘機「屠龍」が準備されて、富永が搭乗しようとしたところ、心身共に衰弱していた富永は操縦席までよじのぼることができず、参謀らが尻を押して飛行機の中に放り込んでいる。しかし離陸滑走を始めた「一〇〇式司令部偵察機」ないし「屠龍」は、なかなか機体が浮き上がらず、滑走路をオーバーランし乗機が破損してしまった。しかし、すぐに飛行第32戦隊に属する「九九式襲撃機」に乗り換えると、随行者の内藤准尉が搭乗するもう1機の「九九式襲撃機」と、護衛の一式戦闘機「隼」2機の合計4機でエチアゲ南飛行場を飛び立った。富永がエチアゲ南飛行場から出発する際に、乗機に芸者を同乗させたとか、ウィスキーを満載していたなどという指摘もあるが、富永が乗った機体は2人乗りの小型機であったうえ、出発を見送った報道班員の新聞記者や軍人、富永の乗機を護衛した戦闘機搭乗員の回想では一切そのような記述はなく、第4航空軍も利用した料亭「廣松」の芸者たちは、第14方面軍の命令でルソン山中に退避させられ終戦まで山中をさまよっており、富永と同乗したというのは全くの事実無根である。また、ウィスキーを搭載したという指摘については、富永は、特攻隊員の接待などで酒宴の席に出ることはあっても、飲酒そのものは苦手であったという証言もあるうえに、1945年10月26日付朝日新聞「部下特攻隊を置去り歸国した富永指揮官　生きてた佐々木伍長の嘆き」という記事に、同盟通信社記者の話として「ツゲガラオ地區司政長官增田某の如きは重爆一ぱいに秘蔵のウイスキーを満載して台湾に向つたりした事実もあつた」という記述があり、後日、増田司政長官がフィリピンを脱出したさいに、ウイスキーを乗機に満載して脱出したというエピソードが富永のものにすり替わっている可能性もある。
このとき、富永に参謀が誰も同行せずに、最小限の機数で脱出することになったのは、隈部ら参謀が手配したことであったが、この様子を現地で取材していた毎日新聞の報道班員村松喬記者は違和感を感じており、戦後に「彼（参謀）らはその時なんとしても、たとえ（富永）軍司令官を敵機の餌食にしようとも、送り出さなければならなかったと私は見ている。そうしなければ、彼らも脱出することができないからだ」「まずは病める軍司令官をシャニム二送り出した。新司偵が使えないとならば、危険極まる軍偵にまで軍司令官を乗せた。ということは、ひとまず送り出せば、あとは戦死しようと、知ったことではないからだ」と、隈部ら参謀が自分たちが台湾に後退するために富永の危険覚悟で送り出したと推理している。富永も村松の推理の記述を見て、「さすがに記者的なかんのよさ、叡智の鋭い閃きを称すべきであろう」と評している。
一旦はフィリピンを後にした富永機であったが、バシー海峡に入ると悪天候で視界不良だったために引き返し、トゥゲガラオ飛行場に着陸した。翌17日、今度は内藤機の他「隼」4機の護衛でトゥゲガラオ飛行場を離陸し台湾の台中飛行場に着陸した。富永を護衛した4機の｢隼｣は飛行第30戦隊の生き残りで、第一中隊長の藤本中尉が指揮していたが、無事に台中まで到着すると、富永は護衛機の4名を呼び寄せて、涙を流しながらひとりひとりと固い握手をかわして護衛の労をねぎらった。護衛機の搭乗員の１人であった小長野昭教曹長は、かつて見た勇将の富永が、敗軍の将となってやつれてしまった姿を見て、いたたまれなくなって思わず顔を背けてしまったという。
富永は台湾に到着すると、まずは第8飛行師団の司令部を訪れた。そこで、山本健児師団長と数分間会談し、その後師団の幕僚を集めて「今般、第10方面軍に転属せられ只今到着・・・」などと話し出したので、参謀の神中佐がそっと部屋を出て第10方面軍に確認したところ、「寝耳に水であり、全く信じられないこと」という回答であり、第8飛行師団としては厄介払いのため、富永を第10方面軍司令部に送ることとしている。第10方面軍司令部に到着した富永は、司令官安藤利吉大将に｢第4航空軍は第10方面軍の指揮下に入って作戦する｣旨の申告を行ったが、安藤は憔悴しきった富永の姿を見て驚くと共に、当惑した表情で｢大本営からそのような電報はきていませんが｣と答えた。ここで富永は初めて隈部が報告した｢第4航空軍司令部の台湾後退許可｣は誤りであったと認識したと述べている。これで富永は無断で任務を捨てて、敵前から逃亡したこととなった。しかし、富永は後退許可が誤りであると知っても、フィリピンに戻ることは無く、北役温泉の兵站宿舎に投宿した。この宿舎は軍が温泉旅館を兵站宿舎として借り上げたものであり、富永は最上級の部屋におさまり、宿の着物を着てくつろいだ様子だったという。しかし、その日の夜中には特攻隊員の位牌に灯明をともし、一心に祈っている姿も見られている。
異常な気持ちで一夜を過ごした富永は翌18日に積極的に行動し、まずは富永の命令で台湾に撤退してきた隈部をサイゴンの南方軍総司令部に説明に向かわせ、富永は、第14方面軍の持久作戦策を見直させて積極策に打って出るよう指導して欲しい、そのために第4航空軍は台湾を使用して航空作戦を行う必要があるとする意見を、本来であれば直接参謀本部に発信できない規則に違反して、参謀次長宛に発信している。しかし、この富永の動きは全て裏目に出て、南方軍総司令官寺内寿一大将は、富永の無断撤退に唖然とするとともに、自分らを飛び越して直接、第14方面軍を誹謗するような意見具申をしたことに激怒して、21日に｢統帥の神聖を保持する所以に非ずと考え本官の甚だ遺憾とする所なり｣とする、第4航空軍司令官を名指しで極めて強い口調で叱責する異例な電文を第10方面軍宛に発信している。そして、報告にきた隈部を寺内は自ら直接激しく叱責している。しかし、寺内は、今更第4航空軍司令部を比島に戻しても意義が少ないため、これを追認し、正式に軍の後退を許可した。1月25日には、以前に第4航空軍の台湾後退を山下に打診した佐藤参謀が事後承諾を求めに行ったが、佐藤に対し山下は語気鋭く「部下を置き去りにして逃げるような奴に何ができるか!」と面罵しながらも、｢すんでしまったものは仕方が無い｣と事後承諾した。
残された幕僚たちも順次台湾に撤退し、1月18日には隈部が「各部隊は現地において自戦自活すべし」との命令を出し、夕方になってからエチアゲ南飛行場を出発し、台湾の屏東飛行場に脱出する。19日からは第4航空軍の幹部も脱出を開始したが、21日には司令部の各部部長が搭乗した機が撃墜され、また、他の1機は、連絡無く台湾澎湖諸島の海軍基地上空を飛行したため、海軍の高角砲で同士討ちされて、兵器部長小沢直治大佐、経理部長西田兵衛大佐、軍医部長中留金蔵大佐や溝口高級副官などの多くの第4空軍幕僚が戦死するといった混乱もあった。富永ら司令部の幕僚を見送った第4航空軍の将兵は、富永らの台湾への撤退が、敵前逃亡に等しい無断撤退とは知らず、作戦上の移動と誤認しており、いずれは自分らも全員が台湾に撤退できるとの希望を抱いていた。

### 台湾への撤退後
大本営の方針は第4航空軍にフィリピンと運命を共にさせるというものであり、司令部をはじめ、航空兵、地上要員問わずに全員玉砕させるつもりであったが、独断撤退した富永は、自分や司令部幕僚が台湾に到着後に、またも大本営の方針を破って、第4航空軍の搭乗員や整備兵といった航空要員も優先して台湾に脱出させるよう命じた。この輸送作戦には、空挺特攻作戦で生き残りとなった挺身飛行戦隊の輸送機10機、第30戦闘集団などの「九七式重爆撃機」8機などの大型機のほかにも、「九九式双軽爆撃機｣、「一〇〇式司令部偵察機」など第4航空軍で人員を複数乗せることができる稼働機65機をかき集めて、ルソン島北部トゥゲガラオ飛行場と台湾を往復してピストン輸送を行った。台湾からの往路には、武器、弾薬、食料、薬品などを空輸して、第14方面軍に届けている。しかし制空権は連合軍に握られており、航空機では一度に輸送できる人数が限られていることから、同様にフィリピンから航空要員を撤退させていた海軍が、3隻の駆逐艦を救援に出すことを聞きつけた富永が、これを一部利用させてほしいと要請して了承を得た。しかし、台湾を出てルソン島に向け航行中に「梅」が空襲により撃沈され、残り2隻も引き返した。
その後に富永は、同じく台湾に撤退していた海軍の第一航空艦隊司令部に参謀副長の山口槌夫少将を派遣して、司令長官の大西滝次郎中将に今後の海軍艦艇の利用を要請している。海軍は潜水艦を出すこととし、8隻の呂号潜水艦を準備したが、作戦を察知したアメリカ軍の潜水艦バットフィッシュに待ち伏せされ、呂112と呂113が撃沈されて、ルソン島に到着し航空要員の救出に成功したのは呂46のみであった。それでも、航空機のピストン輸送と呂46に救出された航空要員は相当数に上り、日本軍航空史上では未曾有の大救出作戦となった。しかし、万朶隊の生き残りの佐々木友次伍長や、靖国隊として出撃しながら不時着して生還していた出丸一男中尉と木下顕吾軍曹ら、特攻で戦死したとして2階級特進となっていた一部の特攻隊員たちは台湾への撤退が許可されなかった。
ルソン島に置き去りとなった技術者以外の地上要員や佐々木ら搭乗員の一部のなかで、将校たちは口々に「敵前逃亡以外の何ものでもない。兵隊なら銃殺、将校なら自決。刑はそれ以外にあり得ない」「しかし、この臆病で卑怯な将軍には、もっともらしい理由が捏造されて、決して処刑されないだろう。何しろ、東條英機と親分子分だからな」などと陰口を言い合い、下士官や兵は「命惜しまぬ　予科練の…」という歌詞で知られる軍国歌謡「若鷲の歌」をもじり「命惜しさに富永が、台湾に逃げたその後にゃ」などという替え歌を歌って富永ら第4航空軍司令部を揶揄した。批判は富永個人ではなく、第4航空軍司令部全体に向けられており、脱出できなかった第2航空通信団司令部の参謀たちは、第4航空軍幕僚らを乗せた輸送機が撃墜されたという情報を聞くと「ざまぁ見ろ」とつぶやいていたという。置き去りにされた約1万の第4航空軍の残存将兵は、第14方面軍司令官山下の命令によって一旦は本来なら下級部隊であった第4飛行師団の指揮下となったが、のちに第4航空軍が解隊されたので尚武集団に動員された。ルソンに残った第2航空師団参謀長猿渡篤孝大佐に率いられて、バレテ峠やサラクサク峠では｢東京を救おう｣を合い言葉に、山下が指示した徹底した拘束持久作戦を戦って、連合軍を長い期間足止めしたが、激戦と飢餓や病気により多くの将兵が命を落とした。しかし、共に戦った第10師団（鉄兵団）の将兵からは「オヤジ（富永）が逃げたじゃないか」と嫌みを言われることもあり、肩身の狭い思いをした者もいた。
詳細は「ルソン島の戦い」を参照。
富永ら第4航空軍の台湾撤退の目的は、台湾で戦力を回復させてルソン作戦を支援するといったものであったが、自分らの無断撤退に対する釈明や追認手続きに追われることとなり、その余裕もなく、また新たに指揮下となった第10方面軍からは冷遇されており、とても戦力の回復ができる状況ではなくなっていた。それでも、第8飛行師団の通信参謀の神は、師団参謀長岸本重一大佐からの｢援助すべからず｣という指示に背いて、自らも第4航空軍司令部には批判的であったのにもかかわらず、｢航空の先輩同僚を助けねばならぬ、家を失いた人は助けなければならぬ｣と考えて、宿舎を手配し、自動車も準備した。そして、第4航空軍参謀らと特攻の戦訓について研究し、フィリピン失陥後に予想される沖縄戦での特攻作戦に活かすこととした。第4航空軍独自の動きとしても、高級参謀の松前や参謀の渋谷などによって1月25日に｢第4航空軍作戦指導方針｣を策定したが、第10方面軍からは十分な支援を得られないため、それを進める手立てはなかった。参謀らはできうる限りで戦力回復や戦訓研究などを行っていたが、富永は体調は回復しつつあったものの、もはや作戦に対する熱意を失っており、第4航空軍司令官として何らかの動きをすることもなく、ただ処分を待っているという状況であった。富永は、神の厚意で温泉地で療養を行っており、神は第4航空軍参謀との打ち合わせがてら、連日の様に富永のお見舞いに行っていたが、そのことを知った参謀長岸本から不興をかって、1945年3月には沖縄の第32軍の航空参謀に異動になった。やがて、富永の体調も回復し、昼間から将官旗を掲げた軍用車の後部座席に芸者と一緒に乗っている姿が目撃されている。富永ら第4航空軍司令部は屏東にあったが、同じ屏東飛行場に配置されていた陸軍第8戦隊の将兵は富永らにあきれ果てており一兵卒でさえ敬礼しなかったという。
1月末から2月初めには陸軍中央部から航空作戦主任者が、第4航空軍の戦力状況に視察にきたが、これは第4航空軍の解隊を前提とした視察であった。このときの第4航空軍の戦力は、台湾に88機（稼働機27機）、フィリピンに56機（稼働機17機）の稼働機合計45機と、司令部要員56名、空中勤務者223名、航空技術部員61名であった。南方軍総参謀長の沼田多稼蔵中将も台湾で富永と面会し、第4航空軍の現状をつぶさに視察して大本営に「1.第四航空軍ニ対スル部下ノ信頼ナシ　2.実質的ニ司令部ハ解消セリ　3.戦術上航空軍司令部ヲ置ク理由ナシ　4.司令部解消スルモ大ナル害ナシ」との報告を行っている。その報告のなかで｢富永の台湾撤退の責任は南方軍にある｣｢富永は決戦を呼号しながらその行動は相応しくない｣との指摘も行っている。視察後の2月13日、大本営は第4航空軍司令部の解体を発令したが、富永については上部組織の追認があったことから、軍紀違反にはあたらないとして処分は待命にとどまった。この処分は厳正を欠くという批判も多かったが、富永の病状は正常な判断能力がない水準にあるという、人事当局の判断から決定された処分であった。富永は待命後に台湾で2ヶ月以上も静養していたことによって、病状もかなり回復し、精神状態も落ち着いており、5月5日予備役編入の処置がとられ、日本へと帰国した。予備役編入については、富永が待命になっているときに、人事局長に昇進していた額田を台湾に呼びつけて「東京に帰ってもあばれんから、早く予備役に帰してくれ」と要求し、さらに親しかった額田に富永が、台湾に撤退する前に何度も大本営に提出していた辞任申請を活かして、「マニラにおいて辞任」していたような工作を依頼したとの推測もあるが、額田は著書で、富永の処分については直接関わっていないので詳細は知らないと記述している。

### 無断撤退に対する評価

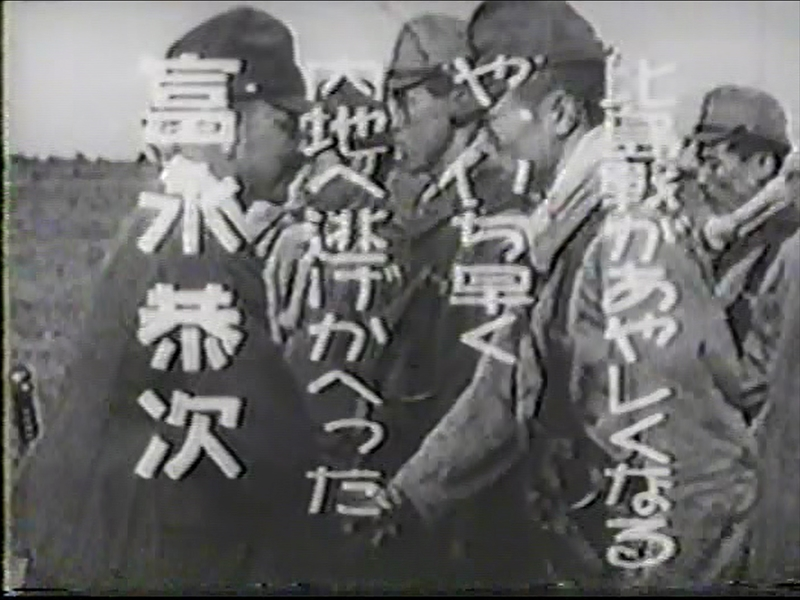
終戦直後の1946年に制作された日本映画社の映画『日本の悲劇 自由の声』で批判される富永

第4航空軍司令部の台湾への敵前逃亡に等しい無断撤退は、世上一般には命が惜しくて台湾に逃げ帰ったと非難されることが多く、特に司令官であった富永にその非難が集中しており、なかには「日本陸軍史上最低最悪の将官」にすら満たない人物であるとか、真の戦争犯罪人であるなどと酷評されることもある。富永ら特攻指揮官に批判的であった作家の高木俊朗は｢富永軍司令官は詭計をもって逃げ去った｣｢はじめに美名あり、終りは無恥と無責任であった。これが富永軍司令官の正体であった。しかしこれは富永軍司令官ひとりのことでなく、軍部に多くに共通する性格であった｣と極めて厳しい言葉で富永を非難し、さらにその非難は日本軍の体質にまで及んでいる。同じ作家で従軍経験もある伊藤桂一も著書で第4航空軍司令部の無断撤退を批判し｢今度の戦争ほど、上級軍人が汚名をさらしたこともめずらしく、敢闘した下級将兵と比較して今日なお考えさせられる多くの問題を含む｣と第4航空軍司令部を通じて日本軍上級軍人を批判している。戦前から海軍首脳部と親しく、戦後も軍事評論家の第一人者として「大海軍記者」などとも呼ばれた伊藤正徳も「無断脱出して後から諒解を求めるという卑俗の常法を執ったものであろう。それがいかに幕僚達の入知恵であったとしても、主将富永はその全責任を負わねばならぬ」と富永個人の責任を指摘している。同じ軍人側からも、台湾で第4航空軍との連絡係をしていたた第8飛行師団参謀の神から「極端な表現を以てすれば世界戦史上稀に見る怯懦の史実であり未曾有の喜劇であろう」と辛辣な表現での批判があがっている。
第4航空軍の搭乗員の多くは、司令部が脱出したあとにフィリピンから救出されており、司令官富永への印象が大きく変わることはなかった。陸軍特攻隊「富嶽隊」の梨子田実曹長は、所属機をすべて失ったあとにフィリピンから救出されて、そのあとは台湾とフィリピン間の輸送任務に従事しながら戦争を生き延びて、「富嶽隊」の数少ない生還者となったが、戦後に富永が帰国するというニュースを聞くと、「帰国した富永に挨拶をして敬意を表さなければならない」と考えて、舞鶴の引揚港から東京に向かう富永が乗車する汽車を浜松駅で待ち受けて、客車の窓を探して歩き、やがて富永を見つけると、人混みをかき分けながら近づいて「ご苦労でありました。富嶽隊の梨子田曹長です。フィリピンではお世話になりました」と声をかけている。富永は窓から顔をのぞかせて、梨子田の方を見ると、重々しく頷きながら「やあ、ありがとう。貴官もご苦労だった」と梨子田の苦労を労っている。一方で、すべての地上要員と一部取り残された搭乗員は、富永が自分らを置いて台湾に無断撤退したことを知ると、裏切られたという気持ちになっていった。取り残された第4航空軍司令部暗号班の安田誠兵長によれば、戦後にわずかに生き残った同期生で戦友会を開催したときに、「富永を呼んできて、皆で殺そうじゃないか」と過激なことを言う者までいたという。
一方で、第14方面軍参謀長の武藤は事前に自ら富永へ台湾への撤退を提案していたこともあって｢彼等の悪口に一つに、第四航空軍司令部が台湾に移った事が含まれているのは失当である。当時の戦況でことに燃料、弾薬の乏しかったカガヤン河谷に、航空軍司令部が固着しているのは意味をなさぬ。速やかに台湾に移って作戦の自由を得る方が適当であった。私は冨永中将にこれを勧めた｣と巣鴨プリズンの獄中で記述した手記で擁護している。
陸軍航空士官学校55期生で、太平洋戦争では司令部偵察機搭乗員として実戦も経験し、終戦時には大尉で航空士官学校区隊長を務め、戦後には防衛庁戦史室で戦史を研究し戦史叢書の編集にも携わった生田惇は、命が惜しくて逃げ帰ったとする富永への非難は、自らも叩きこまれてきた日本陸軍の高級士官の心構えから見ても見当違いであり、上級の士官になればなるほど、状況不利でも挽回の努力をすることが必要であり、富永が台湾に退却しないと満足な航空作戦ができないと判断したのは、戦略的な判断としては正しかったと擁護している。一方で、戦い敗れて挽回できなかったときは、命を惜しんだと誤解され、卑怯と冷笑されるのは高級軍人の宿命である。とも指摘している。また、長期に渡って大量の特攻機を運用してきた富永には余人には窺い知れぬ心労があったはずで、最後まで｢決戦｣の意志を貫いた意志力は評価に値するが、山下からマニラでの決戦を避けて持久戦をおこなうべしとの命令を受けて、今までその意志力を支えてきたものが崩壊し、常軌を逸した行動に出てしまったのでは？と同情している。高木と同様に従軍記者として特攻隊を取材した経験を有する作家の山岡荘八も、｢富永中将だけを責めようとは思わない。中将は病気のために判断を誤ったのか、さもなければ同期である武藤中将の弁護の通り、一時でも早く空軍を再建しなければとするあせりと病気が重なって、山下大将のいるバギオまでいけない肉体条件のまま、参謀たちに無理に台湾行きの機体に担ぎ込まれた｣と擁護しつつも、台湾に脱出したのちの活躍がなかったのが残念としている。特攻出撃から何度も生還した「万朶隊」の佐々木も、生前のインタビューで富永について「逃げたから卑怯なんて誰も思いませんよ。作戦上の名誉の撤退だって言って」と答えている。
また、戦争当時フィリピンで第4航空軍付の報道班員として富永を間近で取材していた毎日新聞の村松は、富永の人物像を「元来繊細な、軍人というより文化人的な神経の持ち主」と評し、「次々と特攻隊を送り出した精神的負担から病気になった」と述べている。また、台湾への無断撤退については「だいたい富永氏はマニラを死守する決意でした。富永氏は温厚な人柄ですが、一面一徹強情な人ですから、特攻隊に殉ずるつもりだったと私は見ています」「当時の四空軍の参謀はニューギニア以来敗走なれがしており、また航空軍の特権意識の強い人たちでした。彼らは自分たちが台湾へ後退するのに、軍司令官を置き去りにするわけにはゆかないので、心身ともに衰えた軍司令官に強請して、台湾行きを納得させ、離脱させたのだと、比国に残された私たち記者は一致して考えていました」と当時に現地で取材していた報道班員の記者たちは富永に同情的であったと述べている。そして第4航空軍司令部に対しては「この軍司令部は、極めて劣悪な人的要素で構成されていた」「富永中将も立派な軍司令官ではなかったし、参謀、各部長等軍司令部首脳部は、戦場に対する責任も、部下に対する愛情も、なかったと言われて致し方ない」「このときに、（富永）軍司令官は、参謀たちの全くのロボットであった」と評している。同じ報道班員として富永に専属のようにして取材をしていた、のちに読売新聞社会部部長として連載「昭和史の天皇」も主管した辻本は、戦後に旧軍人を批判、揶揄する「暴露本」の出版や、「真相」と銘打った戦記物の流行で、富永にも様々な汚名が冠せられたことに対して、「真相」というものは大方あやふやなものであって、必ずしも事実そのものではないと指摘し、富永に冠せられた汚名を拭い去る意図はないとしながらも、軍事雑誌の丸に「富永司令官比島脱出の真相」という記事を寄稿して、当時の富永について詳細な記述を残している。

## 軍概要

### 司令官
- 寺本熊市 中将：1943年7月20日 -
- 富永恭次 中将：1944年8月30日 - 1945年2月24日

### 参謀長
- 秋山豊次 少将：1943年7月20日 -
- 森本軍蔵 少将：1944年4月1日 -
- 寺田済一 少将：1944年8月30日 -
- 隈部正美 少将：1944年11月25日 - 1945年2月20日

### 参謀副長
- 山口槌夫 少将：1944年11月25日 - 1945年2月12日

### 当初司令部構成
- 高級参謀：大坂順次 大佐
- 参謀
  - 金子倫价 中佐（後方）
  - 水谷勉 中佐（情報）
  - 首藤忠男 少佐（後方）
  - 岡本豪 少佐（通信）
  - 高木作之 少佐（施設）
  - 衣笠駿雄 少佐（編制）
- 兵器部長：小久保勝弘 大佐
- 経理部長：池内龍男 主計大佐
- 軍医部長：四十宮龍蔵 軍医少将

### 当初所属部隊
- 第6飛行師団：板花義一 中将
  - 飛行第10戦隊
  - 飛行第24戦隊
  - 飛行第33戦隊
  - 飛行第63戦隊
  - 飛行第248戦隊
- 白城子陸軍飛行学校教導飛行団
  - 飛行第26戦隊
  - 飛行第34戦隊
  - 飛行第208戦隊
  - 白城子教導航空地区司令部
  - 第12航空地区司令部
- 第7飛行師団 ：須藤栄之助 中将
  - 第3飛行団：塚田理喜智 少将
  - 第9飛行団：石川愛 少将
    - 飛行第5戦隊
    - 飛行第7戦隊
    - 飛行第13戦隊
    - 飛行第14戦隊
    - 飛行第45戦隊
    - 飛行第59戦隊
    - 飛行第61戦隊
    - 飛行第75戦隊
    - 第4航空地区司令部
    - 第9航空地区司令部

  - 第9航空通信連隊
  - 第21野戦航空修理廠
  - 第21野戦航空補給廠
- 第1挺進団：河島慶吾 大佐
  - 挺進第1連隊
  - 挺進第2連隊
  - 第5航空通信連隊
  - 第4航空情報連隊
  - 第14野戦航空修理廠
  - 第14野戦航空補給廠
  - 第17船舶航空廠
- 第14飛行団：立山武雄 大佐
  - 飛行第68戦隊
  - 飛行第78戦隊